# U-1232
| U-1232                                                                                               | U-1232 | U-1232 |
| --- | --- | --- |
| U 1232                                                                                               | | |
| | | |
| Однотипний німецький підводний човен U-534 у Беркенгеді. 2007                                        | | |
| Верф                                                                                                 | Deutsche Werft, Гамбург | Deutsche Werft, Гамбург |
| Під прапором                                                                                         | Третій Рейх | Третій Рейх |
| Належність                                                                                           | Крігсмаріне | Крігсмаріне |
| Порт приписки                                                                                        | Гамбург Фленсбург | Гамбург Фленсбург |
| Замовлення                                                                                           | 14 жовтня 1941 | 14 жовтня 1941 |
| Закладений                                                                                           | 14 квітня 1943 | 14 квітня 1943 |
| Спуск на воду                                                                                        | 20 грудня 1943 | 20 грудня 1943 |
| Введений до складу флоту                                                                             | 8 березня 1944 | 8 березня 1944 |
| Переданий                                                                                            | листопад 1945 | листопад 1945 |
| На службі                                                                                            | 1944—1945 | 1944—1945 |
| Бойовий досвід                                                                                       | Друга світова війна Битва за Атлантику | Друга світова війна Битва за Атлантику |
| Проєкт                                                                                               | | |
| Тип ПЧ                                                                                               | великий океанський торпедний ДПЧ | великий океанський торпедний ДПЧ |
| Основні характеристики                                                                               | | |
| Швидкість (надводна)                                                                                 | 18,3 вузла (33,9 км/год) | 18,3 вузла (33,9 км/год) |
| Швидкість (підводна)                                                                                 | 7,3 (13,5 км/год) | 7,3 (13,5 км/год) |
| Робоча глибина занурення                                                                             | 100 м | 100 м |
| Гранична глибина занурення                                                                           | 230 м | 230 м |
| Дальність плавання                                                                                   | 63 милі (117 км) на швидкості 4 вузли (7,4 км/год) (у підводному положенні) 13 850 морських миль (25 650 км на швидкості 10 вузлів (19 км/год) (у надводному положенні) | 63 милі (117 км) на швидкості 4 вузли (7,4 км/год) (у підводному положенні) 13 850 морських миль (25 650 км на швидкості 10 вузлів (19 км/год) (у надводному положенні) |
| Екіпаж                                                                                               | 48 офіцерів та матросів | 48 офіцерів та матросів |
| Розміри                                                                                              | | |
| Довжина найбільша (по КВЛ)                                                                           | 76,76 м | 76,76 м |
| Ширина корпусу найб.                                                                                 | 6,86 м | 6,86 м |
| Висота                                                                                               | 9,6 м | 9,6 м |
| Середня осадка (по КВЛ)                                                                              | 4,67 м | 4,67 м |
| Водотоннажність надводна                                                                             | 1144 т | 1144 т |
| Водотоннажність підводна                                                                             | 1257 т | 1257 т |
| Силова установка                                                                                     | | |
| Дизель-електрична: 2 дизельні двигуни MAN M 9 V 40/46 2 електродвигуни Siemens-Schuckert 2 GU 345/34 | | |
| Гвинти                                                                                               | 2 | 2 |
| Потужність                                                                                           | 2 × 2200 к.с. (дизелі) 2 × 740 к.с. (електродвигуни) | 2 × 2200 к.с. (дизелі) 2 × 740 к.с. (електродвигуни) |
| Озброєння                                                                                            | | |
| Артилерія                                                                                            | 2 × 105-мм палубні гармати SK C/32 | 2 × 105-мм палубні гармати SK C/32 |
| Торпедно- мінне озброєння                                                                            | 4 носових і 2 кормових ТА; 24 торпеди або 48 мін TMA чи TMB | 4 носових і 2 кормових ТА; 24 торпеди або 48 мін TMA чи TMB |
| ППО                                                                                                  | 1 × 37-мм зенітна гармата SKC/30 2 (1 × 2) × 20-мм зенітні гармати FlaK 30                                                                                              | 1 × 37-мм зенітна гармата SKC/30 2 (1 × 2) × 20-мм зенітні гармати FlaK 30                                                                                              |

U-1232 — німецький великий океанський підводний човен типу IXC/40, що входив до складу Військово-морських сил Третього Рейху за часів Другої світової війни. Закладений 14 квітня 1943 року на верфі Deutsche Werft у Гамбурзі під будівельним номером 395. Спущений на воду 20 грудня 1943 року, а 8 березня 1944 року корабель увійшов до складу ВМС нацистської Німеччини.

## Історія служби
U-1232 належав до серії німецьких підводних човнів підтипу IXC/40, найбільшої серії великих океанських човнів типу IX, подальшого розвитку IXC зі збільшеними розмірами, підвищеною дальністю плавання і без третього перископа, призначених діяти на морських комунікаціях противника у відкритому океані на далеких відстанях. Човнів цього типу випущено 87 одиниць і вони відносно результативно проявили себе в ході бойових дій в Атлантиці. 8 березня 1944 року U-1232 розпочав службу у складі 31-ї навчальної флотилії, з 1 листопада 1944 року був переведений до бойового складу 33-ї флотилії ПЧ.
З листопада 1944 року і до лютого 1945 року U-1232 здійснив 1 бойовий похід, в якому провів 97 днів. За цей час підводний човен потопив 3 судна (17 355 GRT), 1 судну спричинив тотальних руйнувань (7 176 GRT) та 1 судно пошкодив (2 373 GRT).
У травні 1945 року британські військові захопили U-1232 у Везермюнде. 4 березня 1946 року човен затонув, коли його буксирували до місця затоплення.

## Командири
- Капітан-цур-зее Курт Добрац (8 березня 1944 — 31 березня 1945)
- Оберлейтенант-цур-зее Гец Рот (1-27 квітня 1945)

## Перелік уражених U-1232 суден у бойових походах
| №                                                           | Дата          | Командир ПЧ      | Назва            | Тип                | Належність      | Водотоннажність (брт) | Вантаж                                                                | Конвой        | Результат та координати                                                         | Наслідки атаки для екіпажу     | Прим.                 |
| ----------------------------------------------------------- | ------------- | ---------------- | ---------------- | ------------------ | --------------- | --------------------- | --------------------------------------------------------------------- | ------------- | ------------------------------------------------------------------------------- | ------------------------------ | --------------------- |
| Перший похід (10.11.1944—14.02.1945, 97 діб; Кіль—Марвікен) |               |                  |                  |                    |                 |                       |                                                                       |               |                                                                                 |                                |                       |
| 1                                                           | 4 січня 1945  | Kpt. Курт Добрац | Nipiwan Park     | танкер             | Канада          | 2373                  | баласт                                                                | Конвой SH 194 | пошкоджений 44°30′ пн. ш. 63°00′ зх. д. / 44.500° пн. ш. 63.000° зх. д.         | ? (2 загинули та ? вцілили)    |                       |
| 2                                                           | 4 січня 1945  | Kpt. Курт Добрац | Polarland        | суховантажне судно | Норвегія        | 1591                  | 1200 тонн плавикового шпату                                           | Конвой SH 194 | потоплено 44°30′ пн. ш. 63°00′ зх. д. / 44.500° пн. ш. 63.000° зх. д.           | 22 (17 загинули та 5 вцілили)  |                       |
| 3                                                           | 14 січня 1945 | Kpt. Курт Добрац | Athelviking      | танкер             | Велика Британія | 8779                  | 11 630 тонн патоки та 14 десантних шлюпок на палубі                   | Конвой BX 141 | потоплений 44°28′ пн. ш. 63°28′ зх. д. / 44.467° пн. ш. 63.467° зх. д.          | 51 (4 загинули та 47 вцілили)  |                       |
| 4                                                           | 14 січня 1945 | Kpt. Курт Добрац | British Freedom  | танкер             | Велика Британія | 6985                  | 9723 тонни спеціального мазуту ВМС США                                | Конвой BX 141 | потоплений 44°28′ пн. ш. 63°28′ зх. д. / 44.467° пн. ш. 63.467° зх. д.          | 57 (1 загиблий та 56 вцілилих) |                       |
| 5                                                           | 14 січня 1945 | Kpt. Курт Добрац | Martin Van Buren | суховантажне судно | США             | 7176                  | 6000 тонн провізії, шин, сигарет, локомотивів та транспортних засобів | Конвой BX 141 | тотально зруйновано 44°28′ пн. ш. 63°28′ зх. д. / 44.467° пн. ш. 63.467° зх. д. | 69 (3 загинули та 63 вижили)   | судно класу «Ліберті» |